# 新界區專線小巴90M線
新界區專線小巴90M線是由好景專線小巴有限公司營辦的一條專線小巴線，來往浩景臺及美孚站。

## 簡介及歷史
- 1981年4月12日：此線投入服務（當時路線編號為90路），初時來往華員邨及美孚站，以取代九巴45B線的服務[1]。當時此線部份班次是來往來荔景山，收費$1。[2]
- 1981年9月14日：此線縮短至荔景山（路線牌稱為「荔景山屋村」），並取消分段收費，原有來往華員邨的服務改由新線92路（今92M）提供，收費亦改為$1.5。[3]
- 1982年5月16日：為配合荃灣綫全線通車，編號更改為90M，收費回復至$1，不久後又加價至$1.5。[4]
- 1999年：1990年代中期荔景臨時房屋區拆卸以重建浩景臺（1999年入伙），總站改名為浩景臺。

## 服務時間及班次
- 星期一至六：05:45-24:00（4-6分鐘一班）
- 星期日及公眾假期：05:45-24:00（6分鐘一班）

## 收費
- 全程收費：$5.6
  - 浩景臺往返荔景站：$4.4
  - 美孚站往返荔景站：$4.4

## 行車路線
- 往浩景臺途經：美荔道，荔灣道，荔景山路，聯接街，麗祖路，麗瑤街，華瑤路，荔枝嶺路，荔崗街。
- 往美孚站途經：荔崗街，荔枝嶺路，華瑤路，麗瑤街，麗祖路，聯接街，荔景山路，荔灣道，美荔道，長沙灣道，掉頭處，美荔道。

## 用車
本線車隊全數採用豐田Coaster小巴行駛。

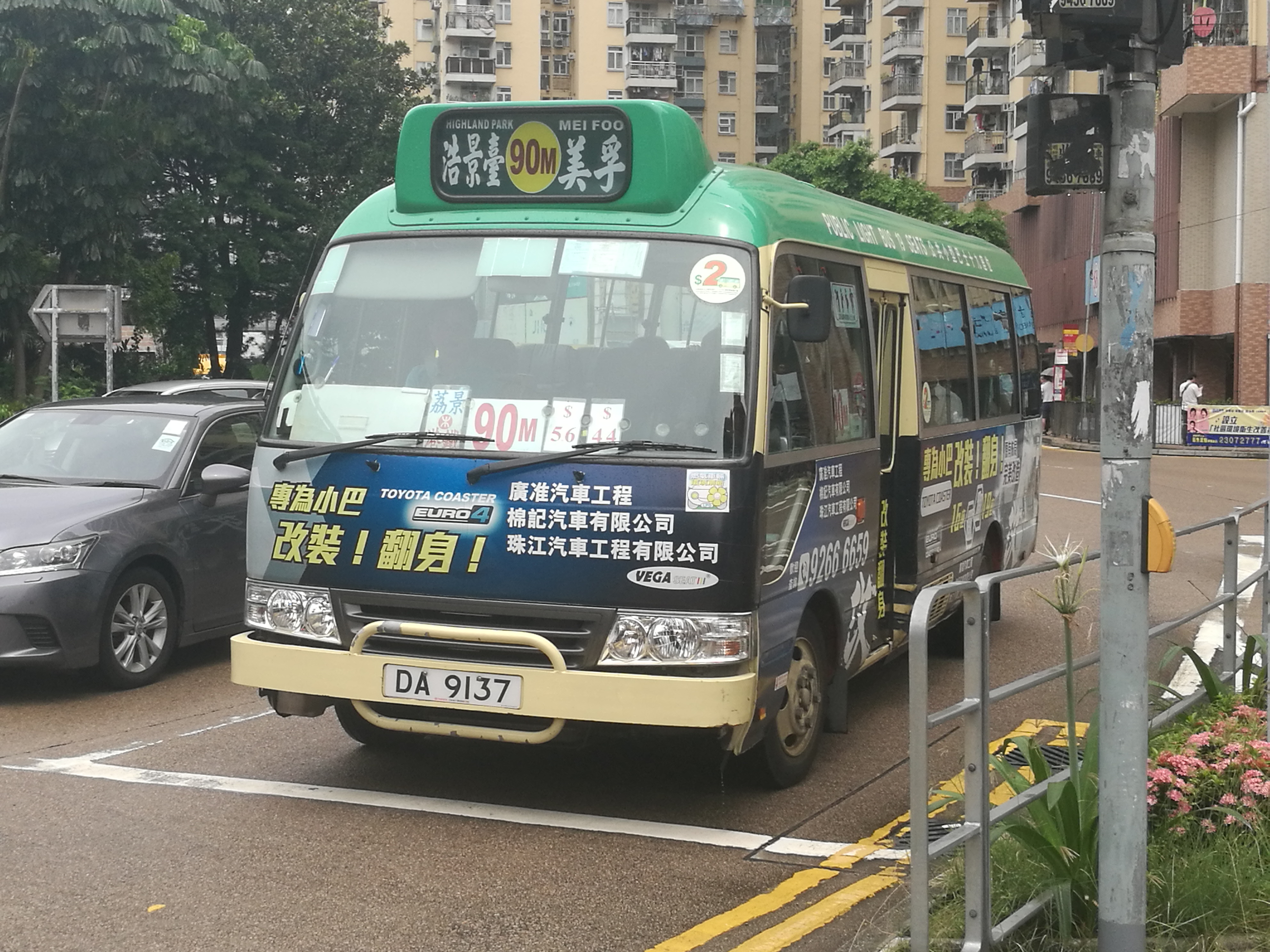
DA9137
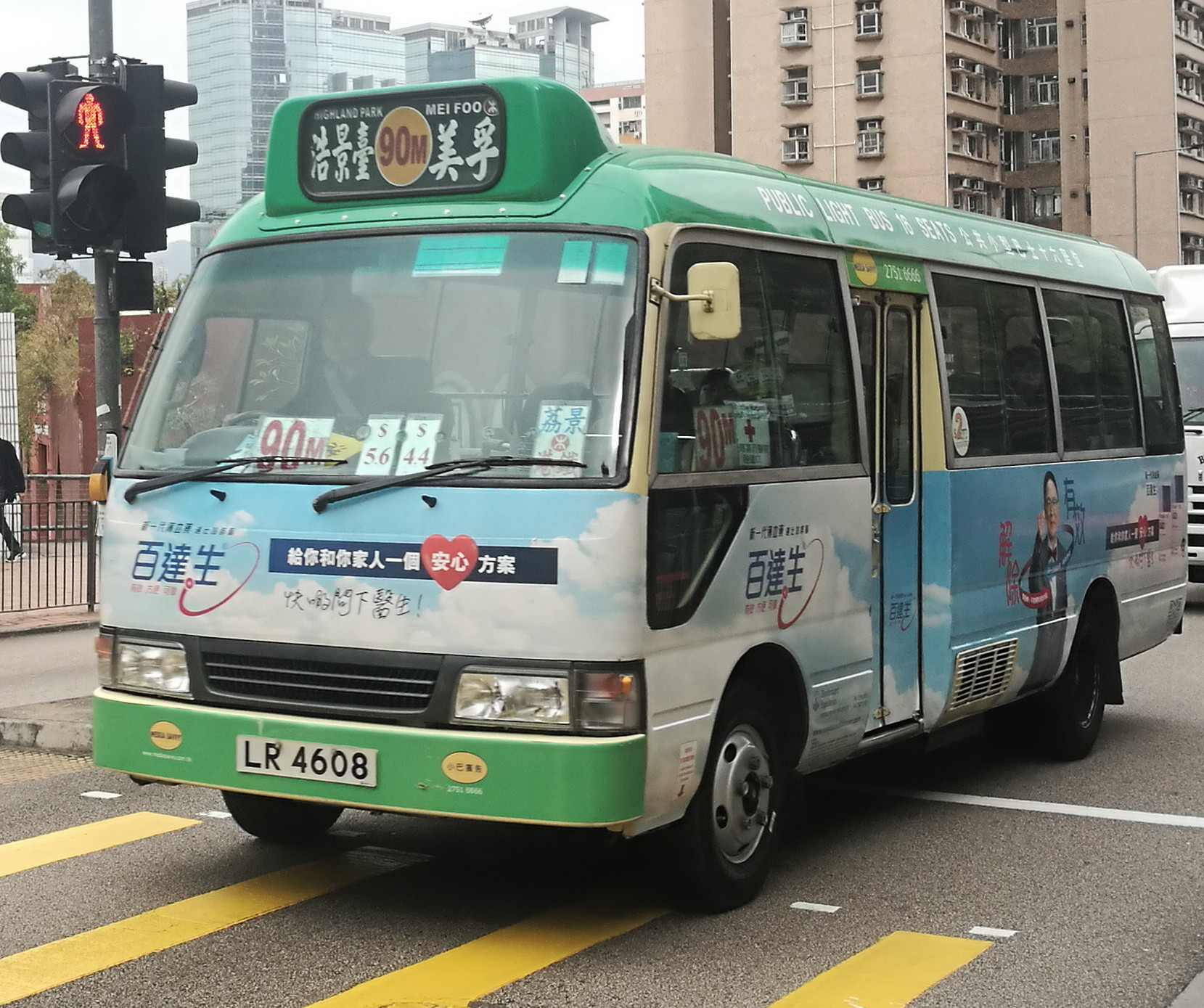
LR4608

## 外部連結
- 681巴士總站 （页面存档备份，存于）